# Sociedad de Periodistas Manuel Márquez Sterling
La Società dei giornalisti indipendenti Manuel Márquez Sterling (in spagnolo, Sociedad de Periodistas Independientes Manuel Márquez Sterling) è una associazione indipendente di giornalisti cubani fondata nel 2001.
L'associazione, il cui obbiettivo è l'esercizio libero della professione giornalistica sull'isola senza censure da parte del regime castrista, è composta in larga parte da giornalisti e scrittori dissidenti. Fra i fondatori, ci sono il poeta Raúl Rivero e i giornalisti Adolfo Fernández Saínz, Alfredo Felipe Fuentes e Ricardo González Alfonso, che presiede ancora oggi l'associazione.
Nei primi anni di vita, l'associazione arrivò a contare circa 56 giornalisti su tutto il territorio cubano e a pubblicare alcuni numeri della rivista De Cuba, distribuita perlopiù in forma clandestina.
Nel 2003, nell'ambito della cosiddetta "Primavera nera", 18 giornalisti appartenenti all'Associazione (fra cui il presidente Alfonso) sono stati arrestati per violazione delle norme sulla stampa e larga parte dei loro materiali confiscati.

## Premi
- Premio Maria Moors Cabot: 2003 (menzione speciale)[3]